# Xúc tác

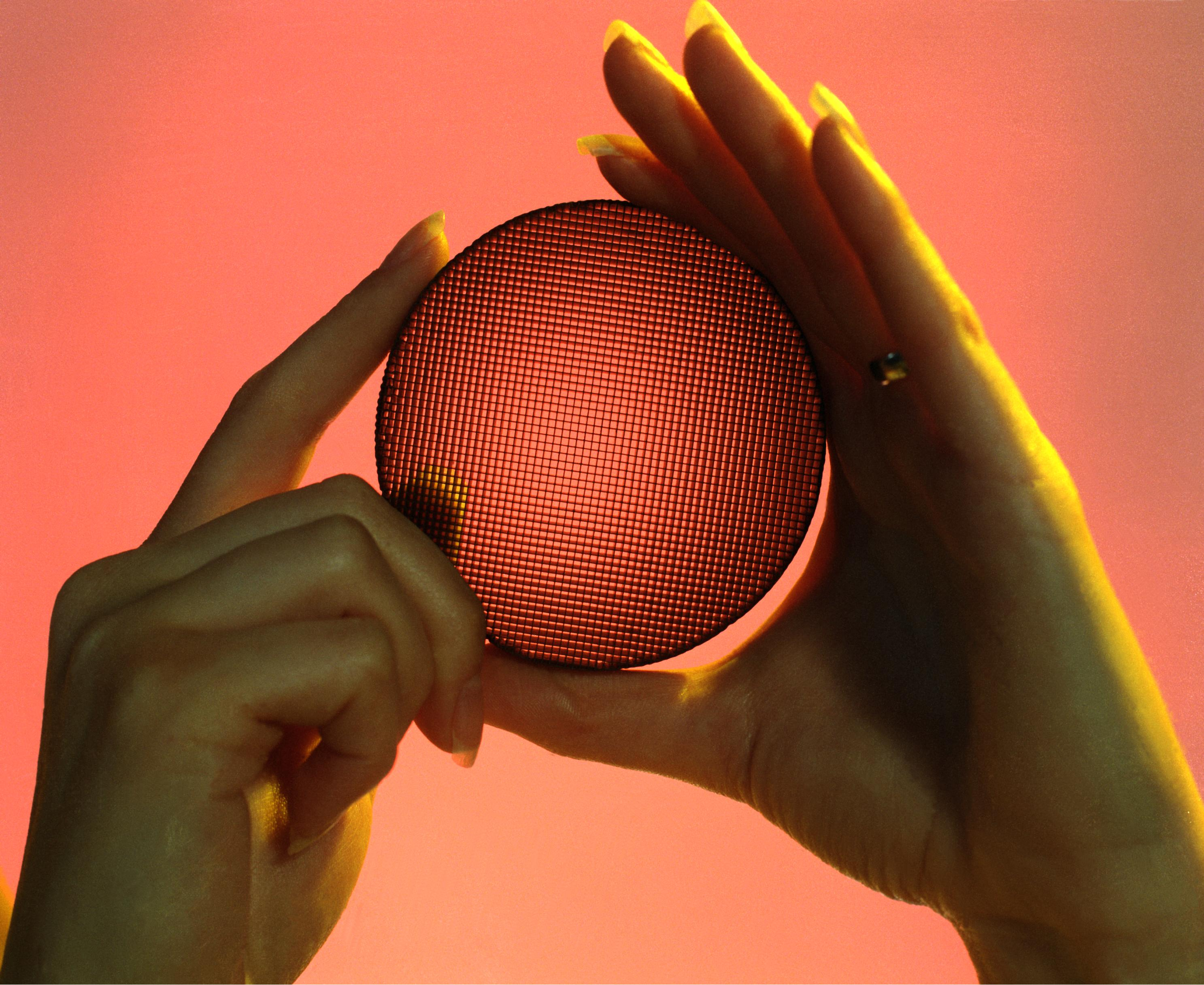
Một dụng cụ lọc khí ứng dụng sự oxy hóa ở nhiệt độ thấp, trong đó chất xúc tác được sử dụng để chuyển đổi cacbon monoxit thành cacbon dioxide ít độc hơn ở nhiệt độ phòng. Nó cũng có thể dùng để loại bỏ formaldehyde trong không khí.

Quá trình xúc tác là quá trình làm thay đổi tốc độ của một phản ứng hóa học của một hay nhiều chất phản ứng, nhờ vào sự tham gia của một chất thêm vào gọi là chất xúc tác. Không giống các chất phản ứng khác trong phản ứng hóa học, một chất xúc tác không bị mất đi trong quá trình phản ứng. Với một chất xúc tác, cần ít năng lượng giải phóng hơn để đạt được trạng thái trung gian, nhưng tổng năng lượng giải phóng từ chất phản ứng sang chất tạo thành không đổi, có thể tăng tốc độ phản ứng hoá học lên nhiều lần, hàng chục lần, hàng trăm lần, nên rút ngắn được thời gian, tăng cao hiệu suất sản xuất.
Chất xúc tác sinh học (hay còn gọi là Enzym) là protein đẩy nhanh tốc độ phản ứng hóa học.
Chất xúc tác vật lý là chất có tác dụng thay đổi tính chất vật lý của chất bị tác dụng. Điển hình là các chất bôi trơn hoặc chất gây đông tụ.

## Đặc điểm
Chất xúc tác làm giảm năng lượng hoạt hóa của phản ứng.
Chất xúc tác làm xúc tác cho phản ứng thuận thì cũng làm xúc tác cho phản ứng nghịch nên chất xúc tác làm cho phản ứng nhanh đạt tới trạng thái cân bằng, không làm chuyển dịch cân băng, không thay đổi ΔH.

## Trong sản xuất công nghiệp
Trong các nhà máy sản xuất phân đạm người ta thường dùng sắt làm chất xúc tác để tăng vận tốc phản ứng giữa nitơ và Hydro qua tác dụng xúc tác bề mặt, nhờ đó nitơ và Hydro trong hỗn hợp dễ tạo thành amonia.Nếu không có chất xúc tác thì trong cùng điều kiện nhiệt độ và áp suất, phản ứng tổng hợp amonia sẽ xảy ra với tốc độ rất chậm, không thể tiến hành sản xuất với lượng lớn.
Chất xúc tác có thể giúp chọn các bước phản ứng phù hợp với con đường mà người ta đã thiết kế, phản ứng sẽ xảy ra theo con đường thuận lợi nhất cho quá trình sản xuất.
Ví dụ khi dùng rượu etylic làm nguyên liệu thì tuỳ thuộc việc chọn chất xúc tác và điều kiện phản ứng mà ta có thể nhận được các sản phẩm phản ứng khác nhau. Nếu chọn bạc làm chất xúc tác và đưa nhiệt độ lên đến 550 °C, rượu etylic sẽ biến thành axetalđehyd; nếu dùng nhôm oxit làm xúc tác và ở nhiệt độ 350 °C ta sẽ nhận được etylen; nếu dùng hỗn họp kẽm oxit và crom (III) oxit làm chất xúc tác và ở nhiệt độ 450 °C ta sẽ thu được butylen; nếu dùng axit sunfuric đặc làm xúc tác và giữ nhiệt độ 130 - 140 °C ta sẽ có ete etylic.
Ngày nay các nhà khoa học đã tìm được chất xúc tác chế tạo thành thiết bị xúc tác nối vào ống xả khí thải của ô tô. Khi khí xả ô tô qua thiết bị xúc tác sẽ được xử lý, các chất cháy còn dư thừa sẽ bị oxi hoá biến thành carbon dioxide và nước;nitơ oxit biến thành khí nitơ.

## Phân loại xúc tác
Tùy theo trạng thái của các thành phần trong phản ứng mà người ta chia các phản ứng xúc tác ra làm xúc tác đồng thể và xúc tác dị thể. Một loại xúc tác đặc biệt khác đó là xúc tác men. Xúc tác men có thể là xúc tác đồng thể hoặc dị thể. Xúc tác đồng thể thường gặp là xúc tác axit - base. Ngoài ra còn có xúc tác nucleofil, xúc tác electrofil, xúc tác bằng phức kim loại chuyển tiếp hoặc ion của nó...

### Xúc tác đồng thể
Xúc tác đồng thể là xúc tác trong đó chất xúc tác ở cùng pha với chất phản ứng.

Một số ví dụ về xúc tác đồng thể:

{\displaystyle 2SO_{2}+O_{2}\longrightarrow 2SO_{3}}            (pha khí)
{\displaystyle 2S_{2}O_{3}^{2-}+H_{2}O+2H\longrightarrow S_{4}O_{6}^{2-}+2H_{2}O} (pha lỏng)

#### Thuyết xúc tác đồng thể
Shpitalsky trình bày năm điểm về thuyết xúc tác đồng thể:
1. Chất xúc tác tương tác với chất phản ứng hình thành sản phẩm trung gian kém bền.
2. Sự hình thành sản phẩm trung gian là phản ứng thuận nghịch diễn ra nhanh.
3. Sản phẩm trung gian phân hủy chậm, không thuận nghịch hình thành sản phẩm cuối giải phóng ra chất xúc tác.
4. Tốc độ chung của phản ứng tỷ lệ với nồng độ của sản phẩm trung gian, chứ không tỷ lệ với nồng độ chất phản ứng.
5. Nồng độ chất xúc tác ở trạng thái tự do nằm cân bằng với nồng độ sản phẩm trung gian

## Tác dụng của xúc tác tỷ lệ với nồng độ của chất xúc tác.

#### Xúc tác axít-base
Phản ứng trong dung dịch đặc biệt đối với hợp chất hữu cơ được xúc tác bằng axit, base rất nhiều. Đó là phản ứng có sự tham gia của nước, alcohol, amin. Các phản ứng có đặc trưng axit như thủy phân, alcohol hóa, amonia hóa, những phản ứng có sự tham gia của nhóm cacbonyl như andehyt, axit hữu cơ và dẫn xuất của chúng.

#### Phản ứng tự xúc tác
Phản ứng mà tốc độ nó tăng lên do tác dụng chính chất phản ứng, có thể là chất đầu hoặc sản phẩm, gọi là phản ứng tự xúc tác. Phản ứng thủy phân este hóa, axít hữu cơ và rượu, phản ứng tự cảm ứng. Ví dụ:
{\displaystyle CH_{3}COOC_{2}H_{5}+H_{2}O\longrightarrow CH_{3}COOH+C_{2}H_{5}OH}
Đây là phản ứng xúc tác axít.

#### Xúc tác men
Loại men (ferments, enzymes) cùng được làm chất xúc tác (xúc tác sinh hóa).Men là chất xúc tác có nguồn gốc protein, nghĩa là những phân tử được cấu tạo từ amin axit và có cấu trúc không gian xác định của mạch polypeptit. Tác dụng xúc tác là nhờ các quá trình lên men. Đó là những quá trình trong đó xảy ra sự thay đổi thành phần hóa học các chất gây ra do kết quả hoạt động của những vi sinh vật nào đó, ví dụ men rượu, nấm hoặc vi khuẩn. Trong những trường hợp này những chất men do vi sinh vật tạo ra là những yếu tố hoạt động xúc tác. chất men vẫn giữ được tính hoạt động và khả năng tác dụng của nó khi lấy nó ra khỏi vi sinh vật.

### Xúc tác dị thể
Xúc tác dị thể là xúc tác trong đó chất xúc tác ở khác pha với chất phản ứng.Chất xúc tác dị thể thường là chất rắn và phản ứng xảy ra trên bề mặt chất xúc tác. Thường gặp nhất là những hệ xúc tác dị thể gồm pha rắn và pha khí (các chất tham gia phản ứng và sản phẩm phản ứng).
Đặc điểm của phản ứng xúc tác dị thể là phản ứng diễn ra nhiều giai đoạn, có hai đặc trưng:
- Quá trình xảy ra ở lớp đơn phân tử trên bề mặt chất xúc tác. Đặc trưng này thể hiện ở chỗ trong xúc tác dị thể thì khuếch tán và hấp phụ đóng vai trò quan trọng.
- Chất xúc tác không phải là những phân tử, ion riêng rẽ mà là một tổ hợp những nguyên tử, ion.

## Một số thuyết về chất xúc tác
1. Thuyết hợp chất trung gian: Thuyết hợp chất trung gian là một trong những thuyết đầu tiên về xúc tác do Clement và Desormes và Sabatir để xuất.Theo thuyết này, phản ứng diễn ra dưới một dạng nào đó qua sự hình thành hợp chất trung gian. Từ đó, giúp cho chúng ta suy nghĩ việc lựa chọn chất xúc tác: phải chọn chất xúc tác nào có thể tương tác với chất phản ứng.
2. Thuyết hợp chất bề mặt: Thuyết hợp chất bề mặt được Boreskow, Temkin đề xuất và phát triển.Theo thuyết này, có thể xem quá trình xúc tác như một tập hợp những giai đoạn luân phiên, hình thành những hợp chất và phá hủy chúng giải phóng ra sản phẩm. Tuy nhiên, thuyết này vẫn còn vấn đề tồn tại.
3. Thuyết trung tâm hoạt động: Dựa trên quan điểm cho rằng bề mặt chất rắn là không đồng nhất. Taylor đã đưa ra giả thuyết rằng các phản ứng xúc tác chỉ xảy ra trên những điểm riêng rẽ của bề mặt gọi là trung tâm hoạt động. Thuyết Taylor chỉ có giá trị lý thuyết nhất định.
4. Thuyết đa vị: Thuyết đa vị về xúc tác dị thể do Balandin dự thảo năm 1929. Thuyết này xuất phát từ nguyên lý tương ứng về cấu tạo giữa sự sắp xếp nguyên tử ở bề mặt chất xúc tác và trong phân tử chất phản ứng và cả sự tương ứng năng lượng của các liên kết. Theo thuyết này:
  1. Trung tâm hoạt động của chất xúc tác là tập hợp của một số xác định của các trung tâm hấp phụ được phân bố trên bề mặt phù hợp với cấu tạo hình học của những phân tử bị chuyển hóa.
  2. Có sự hình thành của những phức đa vị khi hấp phụ những phân tử phản ứng trên những trung tâm hoạt động. Kết quả này dẫn đến sự phân bố lại các liên kết, đưa đến hình thành sản phẩm phản ứng.
5. Thuyết tập hợp hoạt động: Thuyết tập hợp hoạt động do Kobosew dự thảo năm 1939. Thuyết này được xây dựng trên quan điểm cho rằng chất (vật) mang hoạt tính xúc tác là những chất vô định hình (không kết tinh) gồm một số nguyên tử trên bề mặt không có hoạt tính xúc tác của vật mang.Cho tới nay, thuyết tập hợp hoạt động vẫn chưa được thừa nhận.
6. Thuyết điện tử: Pissarshewski là người đầu tiên dự thảo thuyết điện tử về xúc tác vào năm 1916. Thuyết này bị lãng quên đến cuối năm 1940 mới được nhiều người chú ý lại nhất là ở Liên Xô trước đây. Thuyết điện tử dựa trên quan điểm cho rằng sự hấp phụ những phân tử chất phản ứng trên chất xúc tác phụ thuộc vào sự phân bố các mức năng lượng bên trong tinh thể của chất xúc tác và trên bề mặt của chúng.

Việc khảo sát một số lý thuyết về xúc tác cho thấy lý thuyết về xúc tác dị thể chưa có sự thống nhất về quan điểm ngay cả những vấn đề cơ bản.
Các thuyết trên mới có tính chất định hướng chỉ đối với một số phản ứng.

## Sách tham khảo
- Nguyễn Đình Huề; Trần Kim Thanh, Động hóa học và xúc tác, Nhà xuất bản Giáo dục, Hà Nội, 1991
- Trần Sơn, Động hóa học, Đại học Cần Thơ, 1982